# John Gourlay
John Bell Gourlay (ur. 26 lipca 1872 w Blenheim, zm. 7 kwietnia 1949 w North Vancouver) – kanadyjski piłkarz, zawodnik kanadyjskiego klubu Galt F.C., mistrz olimpijski.

## Kariera sportowa
W igrzyskach olimpijskich wziął udział w 1904 w Saint Louis. Startowały wówczas trzy zespoły klubowe, dwa ze Stanów Zjednoczonych i jeden z Kanady. Kanadyjczycy wygrali wszystkie spotkania i zdobyli złoto. Gourlay, grający na tym turnieju jako obrońca i kapitan drużyny, nie zdobył żadnego gola.
Karierę piłkarską zaczynał w 1889 roku. Przed Galt F.C. grał dla klubu Toronto Marlboros. Zwycięzca Ontario Cup (1901, 1902, 1903) i WFA Championships (1901, 1902, 1903, 1904).